# Felicia Malipiero
Donna Felicia Malipiero var en dogaressa av Venedig, gift med Venedigs doge Pietro I Orseolo (r. 976-978).
Donna Felicia Malipiero beskrivs som mycket religiös, och ägnade sig liksom maken mest åt religionen: det sades att stadens gladlynta kvinnor inte hade någonting att hämta hos henne. Med maken grundade hon ett sjukhus för pilgrimer till minne av doge Pietro Tradonico: maken ägnade mycket tid åt bedjan framför dennes altare, medan hon ägnade sig åt sjukhuset, där hon tog hand om patienter och hushållssysslor. 
978 abdikerade maken och gick i kloster i Frankrike, medan hon gick i klostret San Zaccaria. Hon var länge rådgivare åt sina söner, varav en blev doge, och uppmanade dem att aldrig kompromissa med kyrkans rättigheter.